# Мостовое прикрытие (Динабургская крепость)
Мостовое прикрытие (также мостовое укрепление) — часть Динабургской крепости на левом берегу Западной Двины (Даугавы). Находится в городе Даугавпилс (Латвия).

## Описание
Находится на левом берегу реки, в речной долине, ранее на территории Иллукстского уезда Курляндской губернии. В настоящее время входит в микрорайон Грива.

## История
Строительство начато в 1810 году, к Войне 1812 года было полностью построено из земли, размещены пушки на валу. Наплавной разборный мост соединял прикрытие и главную часть крепости. 1/13 — 4/16 июля 1812 года участвовала в сражении с войсками маршала Удино, три дня штурмовали с Калкунских высот, гарнизон крепости стойко отразил натиск больших сил противника, в ночь на 4/16 июля войска французов отступили в сторону Полоцка. Больше в военных действиях не участвовала. Позднее из камня сооружена подковообразная казарма. В 1862 году через мостовое прикрытие прошла линия Петербурго-Варшавской железной дороги на Ковно, сооружён в 1858—1862 годах железнодорожный мост через Двину.
В 1941—1942 годах здесь находилось еврейское гетто.
С 1961 года территория используется МВД (затем минюстом) как тюрьма.